# International LoneStar
International LoneStar — модельный ряд грузовиков с классической компоновкой и с кабиной расположенной впереди двигателя. Выпускался компанией Navistar International с 2009 модельного года по 2024. Флагманская модельная линейка компании, LoneStar, позиционируется как самый большой дорожный грузовик, стоящий выше International LT (ранее International ProStar ). Впервые представленный на Чикагском автосалоне 2008 года, LoneStar является самым большим дорожным автомобилем, когда-либо представленным на этом мероприятии.
LoneStar представляет собой седельный тягач, предназначенный в первую очередь для работы на шоссе. Разделяет кабину с LT/ProStar. По специальному заказу модельный ряд также предлагается для определённых профессиональных применений, включая буксировку тяжелых грузов или использование в качестве самосвалов.
На момент запуска LoneStar собирался компанией Navistar в Чатеме, Онтарио. После закрытия завода в 2009 году Navistar перенесла сборку LoneStar на свои предприятия в Спрингфилде, штат Огайо, и Эскобедо, Мексика, где производятся наряду с Prostar, Transtar, Durastar и Workstar. В 2013 году LoneStar был впервые собран в Тауранге, Новая Зеландия, в модификации с рулём, расположенным слева для правостороннего движения. Это единственный рынок за пределами Северной Америки, где продаётся LoneStar.

## Обзор
Из серии грузовиков International NGV LoneStar наиболее близок к ProStar. Оба тягача разработаны для эксплуатации на магистралях дальнего следования и имеют общую конструкцию кабины. LoneStar выпускается с вынесенной вперёд передней осью и удлинённой линией капота. Грузовик был представлен в трех конфигурациях: дневная кабина, 56-дюймовая спальная кабина (с низкой и высокой крышей) и 73-дюймовая спальная кабина (с высокой и расширенной крышей). Все три конфигурации разделяют кабины с ProStar.
При запуске в 2009 году LoneStar предлагался с двумя двигателями: 12,4-литровый шестирядный (мощность 410-500 л.с.) двигатель Maxxforce 13 производства Navistar и 14,9-литровый шестирядный (мощность 525-600 л.с.) двигатель Cummins ISX15. Оба двигателя работают в паре с механической или автоматизированной механической коробкой передач Eaton-Fuller.
Кабина LoneStar разделяет конструкцию кабины с более дешёвыми грузовиками International, но интерьер LoneStar отличается использованием материалов, компонентов и функций премиум-класса. Вместо стандартной двухъярусной конфигурации нижняя койка спального места с деревянным полом была заменена диваном-кроватью; оба передних сиденья поворачиваются назад (при парковке), превращая кабину в рабочее место.
В ознаменование запуска данного модельного ряда, Navistar выпустила особую версию Harley-Davidson LoneStar. В 2009 модельном году было выпущено 250 грузовиков. Специальная версия получила решетку радиатора и бампер собственного дизайна, фары (заимствованные непосредственно у мотоциклов Harley-Davidson) и специальные 24,5-дюймовые колёса (с эмблемами Harley-Davidson на центральных крышках). каждый экземпляр был окрашен в чёрно-серебряную краску с оранжевыми полосами. В салоне появилась отделка приборной панели «двигателем» из черной кожи и со значком Harley-Davidson в салоне.
После прекращения производства MaxxForce 13, единственным двигателем для тагача стал Cummins ISX15 (с 2016 года – X15).

### Обновление 2018 года
В 2017 году Navistar провела модернизацию семейства моделей NGV (выпускавшихся в 2001 году). При этом Prostar и Transtar стали International LT и RH соответственно. В производстве 2018 года Lonestar последовала этому примеру; В рамках обновления эта модельная линейка стала последней серией грузовиков производства Navistar International, сохранившей название модели с окончанием «-Star».
Несмотря на общую конструкцию кабины, NGV второго поколения претерпел существенные изменения в дизайне интерьера, улучшив обзорность, эргономику и надёжность. На приборную панель был добавлен реконфигурируемый цифровой дисплей, а рычаг переключения передач был переработан для автоматизированной механической коробки передач. Двери были переработаны, включая переустановленные зеркала бокового обзора (что увеличило экономию топлива на 0,5%). Поскольку капот и решётка радиатора не претерпели существенных изменений, обновление отличалось применением цельных боковых окон кабины — доработка, призванная улучшить периферийный обзор и снизить утомляемость водителя.
Cummins X15 остаётся единственным двигателем для грузовика. Помимо автоматизированной механической коробки передач, обновленный Lonestar также предлагается и с механической коробкой передач.